# Доходный дом Сарибана
Доходный дом Сарибана — двухэтажное здание, находящееся в Симферополе на углу проспекта Кирова и улицы Ушинского. Памятник архитектуры.

## История
Здание построено в конце XIX века. С 1896 по 1914 год дом принадлежал караимскому купцу Давиду Эфраимовичу Сарибану, а после его смерти он отошёл сыну — Ефиму Давидовичу Сарибану. Рядом с домом Сарибана по проспекту Кирова расположены ещё два дома, признанные памятниками архитектуры, одним из которых владел Я. И. Танагоз.
Приказом Министерства культуры и туризма Украины от 2012 года «Жилой дом Ю. Д. Сарибана» был включён в реестр памятников местного значения как памятник архитектуры. После аннексии Крыма Россией, постановлением Совета министров Республики Крым от 20 декабря 2016 года, дом был признан объектом культурного наследия России регионального значения как памятник градостроительства и архитектуры.
Согласно подготовленной в 2016 году Департаментом архитектуры и строительства Республики Крым программы «Воссоздание столичного облика и благоустройство города Симферополь» дом Сарибана был включён в перечень объектов для ремонта и реставрации.
До аннексии Крыма Россией в здании располагался ресторан украинской кухни «Диканька». После событий 2014 года ресторан работал ещё в течение нескольких лет, после чего помещения здания занял ресторан «Трактир купца Сарибана». В 2017 году ООО «Селена», которая арендовала помещения в доме Сарибана выкупила их за 63 миллиона рублей. Одним из владельцев предприятия являлся Олег Лукашев — сын бывшего главы администрации Симферополя Игоря Лукашёва.
В октябре 2020 года часть помещений в доме Сарибана были выставлены властями на продажу. Начальная цена торгов за помещение на первом этаже общей площадью 137,6 км метров составила 11,4 миллионов рублей.

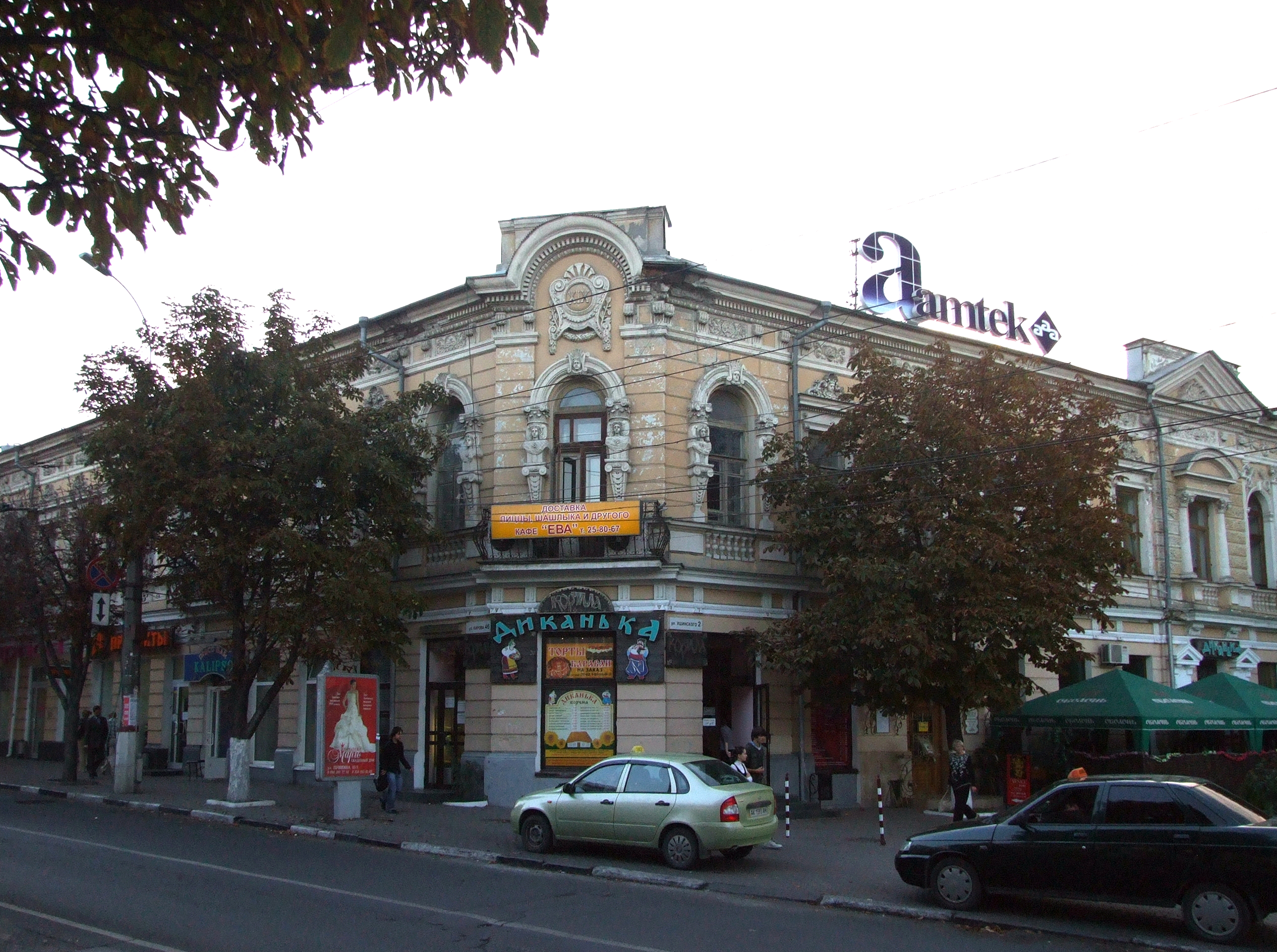
2009 год
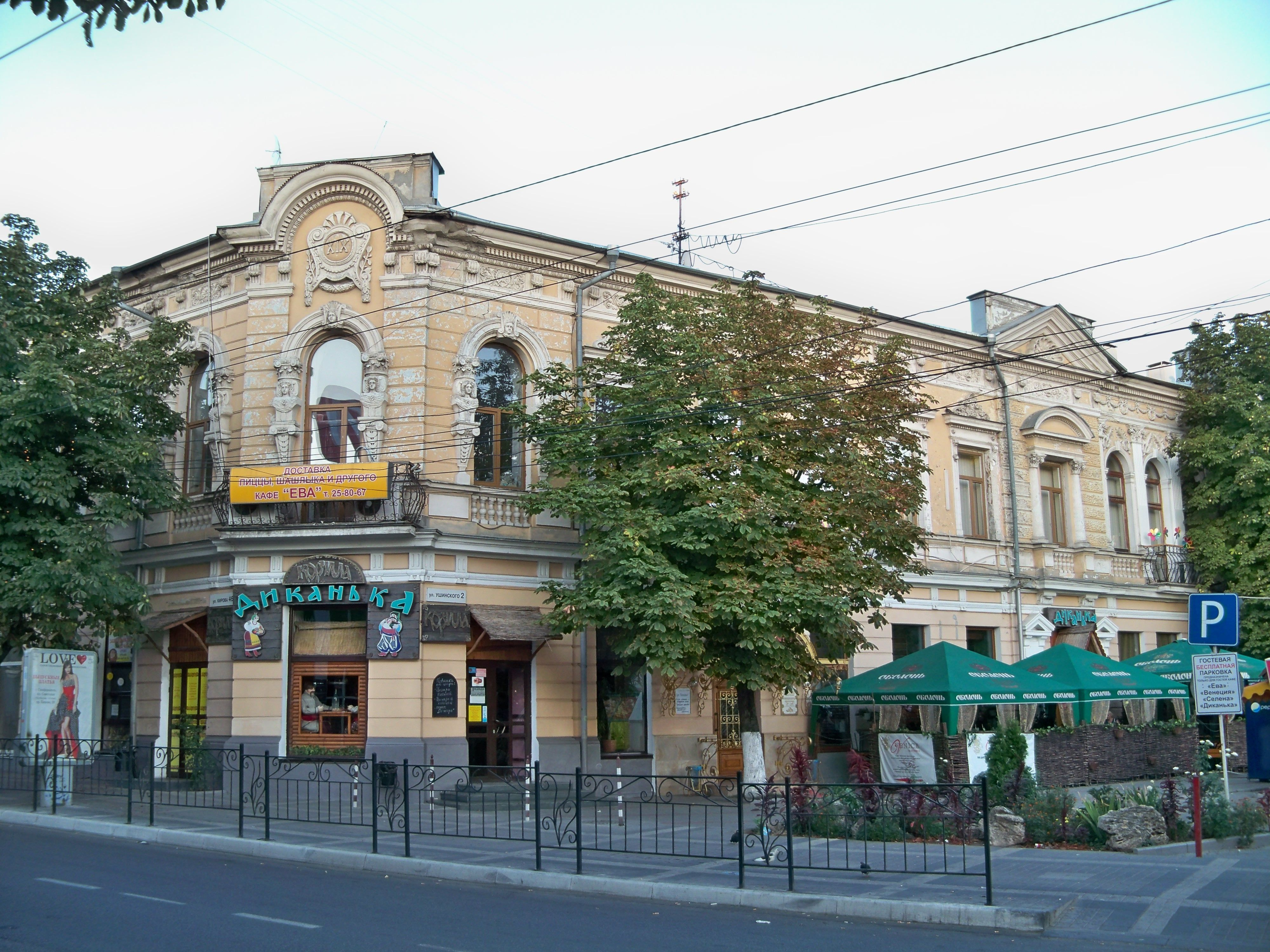
2012 год
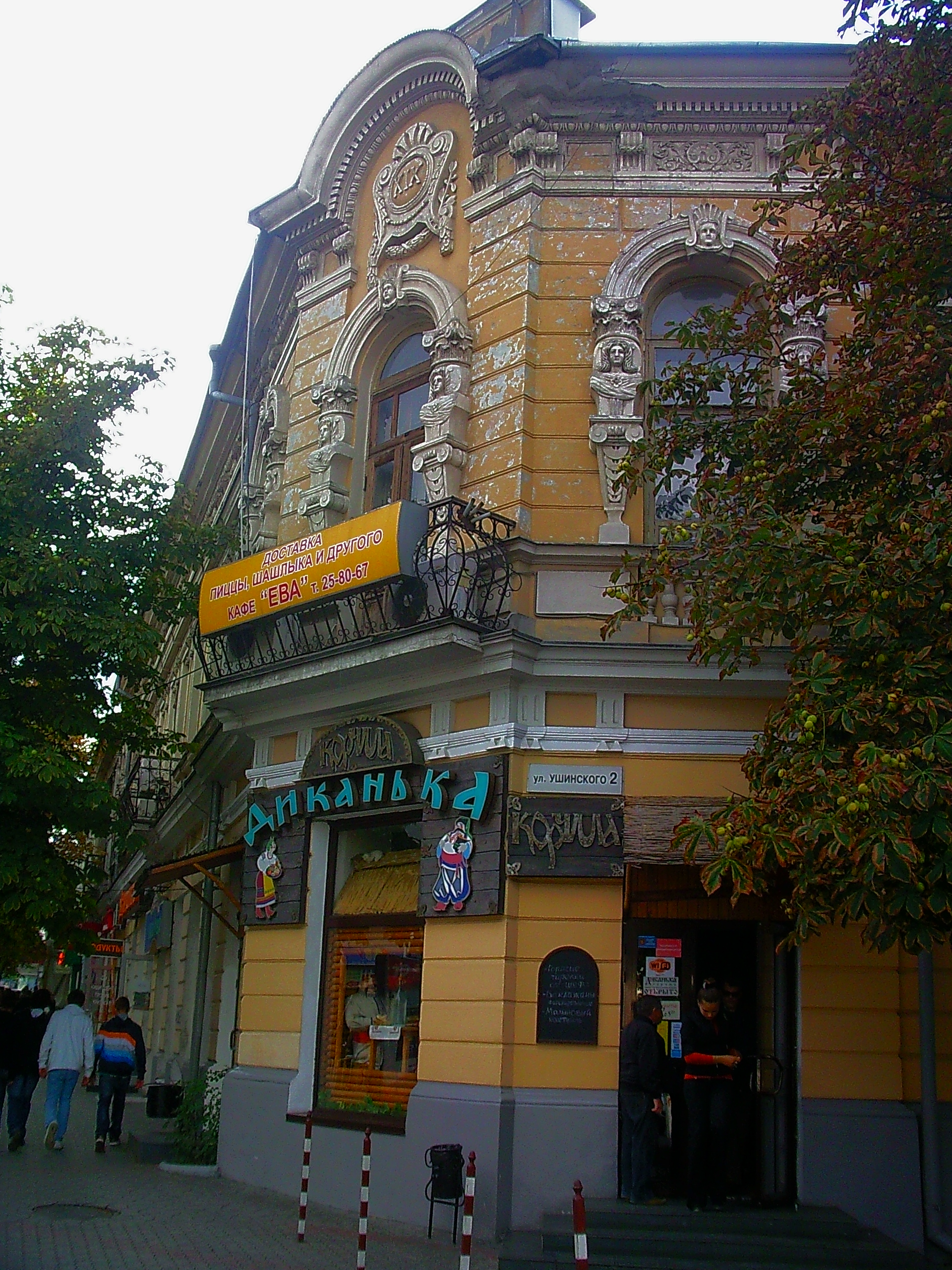
2011 год
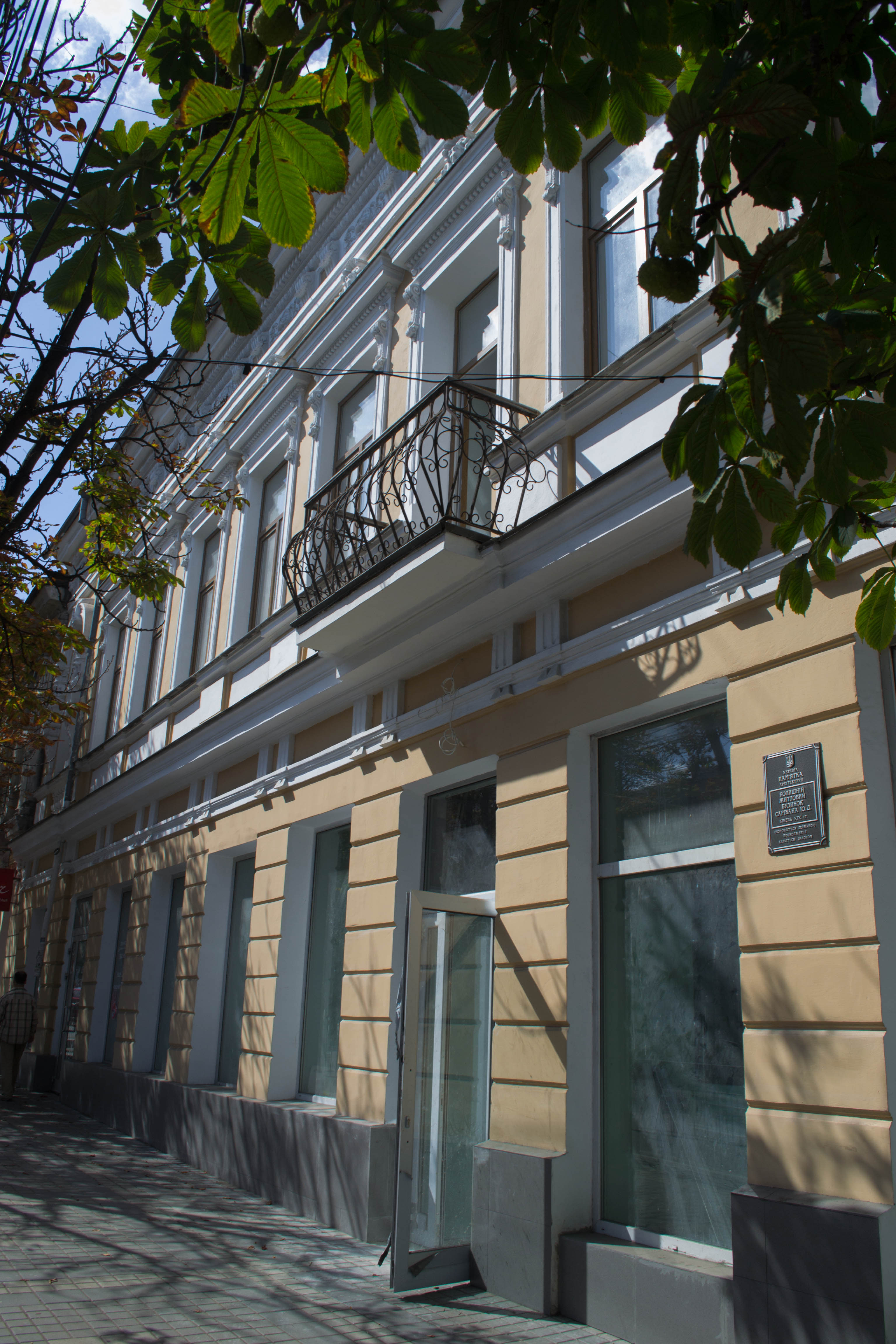
2013 год